# Guido Adler
Pour les articles homonymes, voir Adler.
Guido Adler est un musicologue et professeur autrichien, né à Eibenschütz en Moravie (actuelle République tchèque) le 1er novembre 1855 et mort à Vienne le 15 février 1941. Il est l'auteur d'un programme fondateur de musicologie en 1885, qui distingue une musicologie historique et une musicologie systématique.

## Biographie

### Jeunesse
Guido Adler est le fils de Joachim Adler et Franziska Eisenschitz, deux allemands d’origine juive.
Joachim est un médecin dont son engagement envers l'homéopathie le rattachait aux traditions scientifiques prémodernes que la jeune génération de scientifiques essayait de remplacer. Il meurt en 1856 (à l'âge de 55 ans), de la fièvre typhoïde.
Franziska, fille d'une famille de commerçant, obtient une pension de l'État après la mort de Joachim, ce qui lui permet de financer l'éducation de Guido. Guitariste amateur, Franziska est donc la première influence musicale de Guido. La famille déménage d'Eibenschütz à Iglau (Moravie) avant de s'installer définitivement à Vienne en 1864.

### Études

#### Études musicales
En 1868, il étudie la théorie de la musique et la composition au Conservatoire de Vienne auprès de Felix Otto Dessoff et Anton Bruckner. Dans ses mémoires, Adler raconte que Bruckner n'avait pas été inspiré dans sa pratique par les règles de composition qu’il enseignait lui-même. En effet, sa formation d’harmonie et de direction vocale ne lui a pas permis de relever les défis posés par la musique moderne la plus progressive. Adler voyait que les règles musicales traditionnelles n'avaient plus de force normative. En 1881, il effectue une étude sur l'histoire de l'harmonie.
Notons que l’amitié d'Adler avec Gustav Mahler semble dater de ses études au conservatoire de Vienne. En effet, Mahler bénéficiera du soutien de Guido à plusieurs moments de sa carrière.
Adler abandonne le droit et soutient en 1880 une thèse consacrée à la musique occidentale d’avant 1600, Die historischen Grundclassen der christlich-abendländischen Musik bis 1600. Les premiers fruits de ses recherches sont publiés dans l'Allgemeine musikalische Zeitung la même année. Ce travail a été suivi par son Habilitationsschrift, un texte sur l'histoire de la théorie harmonique. Enfin, en 1885, Adler a résumé sa tentative de résoudre les défis méthodologiques présentés par son domaine de prédilection dans un célèbre essai intitulé Umfang, Methode und Ziel der Musikwissenschaft. Avec Philipp Spitta et Friedrich Chrysander, il fonde la revue trimestrielle de musicologie Vierteljahrsschrift für Musikwissenschaft en 1884. C’est dans cette revue qu’il publiera son dernier essai. L'année suivante, ses activités lui permettent d’être nommé professeur d'histoire de la musique à l'Université allemande de Prague.
Il entre alors en contact avec de nombreux intellectuels européens importants. Parmi eux, le philosophe des sciences Ernst Mach. Notons qu’Adler n’était pas le seul à conclure que la pratique musicale avait atteint un stade qui exigeait qu'elle soit complétée par la recherche scientifique. Par exemple, au monastère de Solesmes, en France, on voit apparaitre une tentative de reconstruire la vie monastique médiévale au milieu d'une société envahie par la modernité séculaire et industrielle. Cette tentative a fini par considérer qu'un retour aux pratiques du chant catholique d'avant la Réforme était essentiel à son entreprise. Les efforts de ces catholiques pour faire revivre le chant médiéval ont conduit à une importante conférence académique au sujet d’Arezzo en 1882, à laquelle Adler a contribué de manière significative. La tentative d'Adler d'établir une science robuste de l'histoire de la musique était donc une réponse aux exigences pratiques de la création musicale moderne.
En 1898, il remplace Eduard Hanslick comme professeur d'histoire et de théorie de la musique à l'université de Vienne. Il crée un Institut de musicologie, qui compte parmi ses étudiants de nombreux musiciens importants, dont Anton Webern. Adler restera employé à l'université jusqu'à sa retraite en 1927.
En 1888, il propose au gouvernement autrichien de publier une édition des grandes œuvres musicales autrichiennes Denkmäler der Tonkunst in Österreich : 83 volumes seront édités sous sa direction de 1894 à 1938.

#### Un homme de droit
Parallèlement à ses études au conservatoire, il entreprend des études de droit à l'Akademisches Gymnasium de Vienne, où il obtient son doctorat en 1878. Bien qu'il ne soit jamais devenu avocat, ses études de droit ont été intellectuellement fructueuse pour lui. Elles l’ont notamment confronté au problème des normes explicites et de leur légitimité. Adler développe son libéralisme politique à l’université. De plus, il était un ardent défenseur des droits des femmes — il a proposé des changements à la loi autrichienne pour promouvoir « l'égalité dans le mariage » — et s'est opposé à la peine de mort.
Cependant, en 1880, Adler abandonne le droit au profit de ses travaux sur la musique.

### Un intérêt pour Wagner
En 1875 et 1876, Adler donne une série de conférences sur la Tétralogie de Richard Wagner et fonde, avec Felix Mottl, l'Akademischer Wagnerverein (« Société académique Wagner »). La maturité musicale d'Adler coïncide avec l'apparition des œuvres du dramaturge musical, elles aussi, en pleine maturité. L'esprit national qui accompagne le wagnérisme à cette époque conduit les jeunes étudiants comme Adler à former des clubs consacrés à l'étude et à la défense des innovations musicales de Wagner. Rappelons le libéralisme politique qu’il développe à l’université. Il se bat pour des idées nouvelles, aussi bien sur le plan politique que musical. On retrouve cette même recherche de nouveauté dans les œuvres de Richard Wagner.
De plus, son adhésion au Wagnerverein lui donne l'occasion de préparer des conférences publiques sur le Ring. Il est présent lors de la création du Ring à Bayreuth en 1876. Pendant son séjour, il rencontre Wagner et Liszt, au détour d’une soirée à Wahnfried. Cependant, il se distancie des idées nationalistes de Wagner. Il étudie donc ses œuvres sans cautionner les engagements politiques du compositeur.

### Le père de la musicologie
La principale contribution théorique d'Adler est sa conception du style en musique, qu'il a élaborée pour la première fois dans sa monographie de 1911, Der Stil in der Musik. Selon sa théorie, les normes qui régissent la construction musicale dans un lieu et une époque donnée forment un tout organique. Bien que les musiciens développent un style personnel, ils restent influencés par le passé. Il s'est explicitement écarté d'une conception du style qui considérait que la créativité individuelle était un facteur déterminant dans le développement de la musique.
Adler a été le premier historien de la musique à mettre l'accent sur la critique de style dans ses recherches. Ses attitudes et procédures sont évidentes dans le Handbuch der Musikgeschichte (« Manuel d'histoire de la musique »), dont il est devenu l'éditeur en 1924.
En 1938, en tant que juif, il est privé de toute activité éditoriale par le régime national-socialiste.
Adler est ainsi considéré comme étant l'un des fondateurs de la musicologie en tant que discipline (Musikwissenschaft). Il a également été l'un des premiers chercheurs en musique à reconnaître la pertinence des facteurs socioculturels pour la musique (Musiksoziologie), offrant ainsi un contexte plus large à la critique esthétique qui, avec la biographie, est le principal centre d'intérêt de la recherche musicale du XIXe siècle.